# Тесенано
Тесена̀но (на италиански: Tessennano) е село и община в Централна Италия, провинция Витербо, регион Лацио. Разположено е на 302 m надморска височина. Населението на общината е 336 души (към 2010 г.).